# Mascali
Mascali is een gemeente in de Italiaanse provincie Catania (regio Sicilië) en telt 12.066 inwoners (31-12-2004). De oppervlakte bedraagt 37,7 km2, de bevolkingsdichtheid is 320 inwoners per km2.
Van de 16e eeuw tot de 20e eeuw was het graafschap Mascali in handen van de bisschoppen van Catania. De eerste graaf van Mascali was bisschop Nicola Maria Caracciolo.

## Demografie
Mascali telt ongeveer 4789 huishoudens. Het aantal inwoners steeg in de periode 1991-2001 met 13,7% volgens cijfers uit de tienjaarlijkse volkstellingen van ISTAT.
| Jaar | Inwoneraantal |
| ---- | ------------- |
| 1991 | 9779          |
| 2001 | 11.122        |

## Geografie
De gemeente ligt op ongeveer 18 m boven zeeniveau.
Mascali grenst aan de volgende gemeenten: Fiumefreddo di Sicilia, Giarre, Piedimonte Etneo, Riposto, Sant'Alfio.